# Diễn đàn Khu vực ASEAN
Diễn đàn khu vực ASEAN (tiếng Anh: ASEAN Regional Forum; viết tắt: ARF) được thành lập năm 1994 nhằm thúc đẩy cơ chế đối thoại và tham vấn về các vấn đề an ninh và chính trị trong khu vực, xây dựng lòng tin và phát triển ngoại giao phòng ngừa. Khẩu hiệu của ARF là "Xúc tiến hòa bình và an ninh qua đối thoại và hợp tác ở châu Á Thái Binh Dương".

## Thành viên
ARF bao gồm 27 quốc gia có cùng mối quan tâm đến an ninh khu vực châu Á Thái Bình Dương. Đó là 10 quốc gia thành viên của ASEAN; 10 nước đối tác đối thoại của ASEAN (bao gồm Úc, Canada, Trung Quốc, EU, Ấn Độ, Nhật Bản, New Zealand, Hàn Quốc, Nga và Hoa Kỳ), một quan sát viên của ASEAN (Papua New Guinea), cùng với Cộng hoà Dân chủ Nhân dân Triều Tiên, Mông Cổ và Pakistan. Đông Timo được kết nạp vào ARF vào năm 2005.

## Lịch sử
Tại hội nghị các vị bộ trưởng ASEAN lần thứ 26 tại Singapore ngày 23 đến 25 tháng 7 năm 1993, các nước đã thống nhất thiết lập ARF. Buổi khai mạc ARF được tổ chức ở Bangkok vào 25 tháng 7 năm 1994.

## Sự cần thiết của ARF
Trong một khu vực vốn ít có lịch sử hợp tác an ninh, Diễn đàn khu vực ASEAN là một diễn đàn quan trọng nhất về hợp tác an ninh ở châu Á. Diễn đàn này đã bổ sung vào các cơ chế liên minh song phương và đối thoại khác nhau hiện có ở châu Á, củng cố thêm viễn cảnh hợp tác an ninh ở khu vực này. Diễn đàn ARF được xây dựng từ ý tưởng – rút ra từ chính kinh nghiệm của ASEAN - rằng một tiến trình đối thoại có thể tạo ra những biến chuyển tích cực trong quan hệ chính trị giữa các nước. Nó tạo ra một cơ chế hoạt động giúp các thành viên có thể thảo luận về các vấn đề an ninh hiện có trong khu vực và tăng cường các biện pháp hợp tác nhằm thúc đẩy hoà bình và an ninh trong khu vực.

## Mục tiêu của ARF
Các mục tiêu của Diễn đàn khu vực ASEAN được quy định rõ trong tuyên bố của các nhà lãnh đạo ARF đầu tiên (1994), đó là:
- Tăng cường đối thoại hợp tác và hội đàm các vấn đề chính trị và an ninh của các nước có chung lợi ích và mối quan tâm; và
- Đóng góp đáng kể vào những nỗ lực nhằm xây dựng một khu vực đáng tin cậy và dân chủ ở châu Á – Thái Bình Dương.

Cuộc họp Bộ trưởng lần thứ 27 cũng đã khẳng định "ARF sẽ trở thành một diễn đàn tư vấn có hiệu quả ở khu vực châu Á – Thái Bình Dương nhằm thúc đẩy đối thoại cởi mở về hợp tác an ninh và chính trị ở khu vực. Trong bối cảnh đó, ASEAN nên làm việc với các đối tác của ARF để xác lập các mối quan hệ có tính xây dựng và dự đoán được ở châu Á Thái Bình Dương".

## Cơ cấu
Các thành viên trong ARF có vị trí ngang hàng. Người điều hành ARF là một chủ tịch do Ủy ban ASEAN chỉ định. Chủ tịch ARF trong thời gian tháng 6 năm 2005 đến tháng 7 năm 2006 là ông Hamid Albar bộ trưởng bộ ngoại giao của Malaysia. Chủ tịch văn phòng cấp cao hội nghị ARF là ông Datuk Rastam Mohd Isa hiện là tổng thư ký của bộ ngoại giao Malaysia.

## Thành tựu của ARF
Trong lễ kỷ niệm 10 năm thành lập Diễn đàn khu vực ASEAN, bộ trưởng các nước ARF đã họp nhau tại Phnom Penh vào ngày 18 tháng 6 năm 2003 và tuyên bố rằng "bất chấp những khác biệt lớn giữa các thành viên, diễn đàn này đã gặt hái được nhiều thành tựu đáng kể, góp phần duy trì hoà bình, an ninh và hợp tác trong khu vực". Cụ thể là:
- Tính hiệu quả của ARF với tư cách là một cầu nối cho các cuộc đối thoại và tư vấn song phương cũng như đa phương cùng với việc thiết lập những quy tắc đối thoại và hợp tác, ra quyết định dựa trên sự đồng thuận, không can thiệp lẫn nhau, sự tiến bộ không ngừng và phát triển với tốc độ cân đối, hợp lý cho mọi thành viên;
- Sự sẵn sàng giữa các bên tham dự ARF nhằm thảo luận hàng loạt các vấn đề an ninh trong một cơ chế đa phương;
- Sự tin tưởng lẫn nhau được xây dựng dần qua các hoạt động hợp tác;
- Tạo lập và duy trì đối thoại và tư vấn về các vấn đề an ninh và chính trị;
- Minh bạch được thực hiện thông qua những biện pháp của ARF như trao đổi thông tin liên quan đến chính sách quốc phòng và việc xuất bản các báo cáo của chính phủ về quốc phòng; và
- Một mạng lưới được triển khai giữa các quan chức quân đội, quốc phòng và an ninh quốc gia của các bên tham gia ARF.

## Quá trình phát triển và tương lai của ARF
ARF được định hình thông qua việc ra quyết định dựa trên nguyên tắc đồng thuận và giảm thiểu quá trình thể chế hoá. Năm 1995, ARF đã vạch ra 3 giai đoạn phát triển trong tiến trình xây dựng ARF. Theo đó, ARF sẽ chuyển dần từ việc xây dựng lòng tin đến thiết lập một cơ chế ngoại giao ngăn ngừa, và trong dài hạn hướng đến khả năng giải quyết các xung đột.
Trong mười năm đầu hoạt động của mình, ARF dường như không đạt được kết quả gì đáng kể trong việc xây dựng một cộng đồng chiến lược. Gần đây hơn, diễn đàn này đã có những đóng góp nhất định vào chương trình chống khủng bố ở khu vực. Tuy nhiên, những nỗ lực nhằm triển khai những biện pháp xây dựng cơ chế ngoại giao ngăn ngừa cũng như điều hoà các xung đột vẫn còn ở giai đoạn trứng nước. Trong khi ARF tiếp tục tập trung vào các biện pháp xây dựng lòng tin của diễn đàn này thì các thành viên của nó cũng đã nhất trí với nhau rằng cơ chế ngoại giao ngăn ngừa cũng nên được xúc tiến theo. Đặc biệt là trong những lĩnh vực còn chồng chéo, đan xen giữa hai giai đoạn này.
Các thành viên cũng đã thỏa thuận với nhau về các biện pháp để thực thi cơ chế ngoại giao ngăn ngừa. Trong đó đáng chú ý là tăng cường vai trò của Chủ tịch ARF trong việc phối hợp các vị trí của ARF nhằm phát huy hơn nữa khả năng của diễn đàn này trong việc ứng phó với các tình huống ảnh hưởng đến nền an ninh của các thành viên ARF giữa các cuộc họp bộ trưởng.

## Các cuộc họp và các tiến trình của ARF
Bộ ngoại giao và thương mại chịu trách nhiệm về các chính sách của ARF, cộng với sự tham vấn của Bộ quốc phòng. Các cuộc họp của ARF được tổ chức hàng năm ở cấp Bộ trưởng ngoại giao. Chủ tịch của ASEAN, được luân phiên hàng năm, cũng là chủ tịch của ARF. Văn bản chính thức chủ yếu của ARF là tuyên bố của chủ tịch ARF được phát hành ngay sau khi mỗi cuộc họp bộ trưởng diễn ra.
Diễn đàn ARF còn được hỗ trợ bằng các cuộc họp quan chức cấp cao ARF (ARF SOM), được tổ chức hàng năm vào tháng 5 hoặc tháng 6. Hai cuộc họp khác của Nhóm hỗ trợ liên ngành khác của ARF về các Biện pháp xây dựng lòng tin (ISG on CBMs) cũng được tổ chức hàng năm ở cấp quan chức, được điều hành bởi một nước thành viên ASEAN và một nước không phải là thành viên của ASEAN.
Các khuyến nghị và kết quả của những cuộc họp ISG này sẽ được đưa ra xem xét tại ARF SOM. Các cuộc họp ISG còn tạo ra cơ hội để lên kế hoạch và rà soát các hoạt động xây dựng lòng tin cũng như các cuộc hội thảo do từng thành viên ARF tổ chức hàng năm. Các thể chế cấp tiếp theo (không chính thức) như Hội đồng hợp tác anh ninh khu vực châu Á - Thái Bình Dương (CSCAP) và Viện nghiên cứu quốc tế và chiến lược ASEAN (ASEAN ISIS) có tác dụng tạo ra các ý tưởng và các "đầu vào" để ARF cân nhắc.